# مونراكو (آن)
مونراكو (بالفرنسية: Montracol)‏ هي بلدية فرنسية تقع في إقليم آن في فرنسا. رمز إنسي لها هو:1264. أما الرمز البريدي لها فهو: 1310.